# Velká cena Malajsie silničních motocyklů 2007
Velká cena Malajsie 2007 se uskutečnila od 19. října – 21. října 2007 na okruhu Sepang International Circuit.

## MotoGP
Studenou Austrálii vystřídala horká Malajsie do které nastoupil už jasný šampión Casey Stoner a také továrna Ducati.Po Velké ceně Austrálie se rozhořely diskuze o jednotných pneumatikách na rok 2008.Proti tomu se postavili jezdci jako Stoner,Melandri či Vermeulen,naopak s jednotným dodavatelem souhlasili Rossi a Pedrosa,kteří obouvají pneumatiky Michelin a stěžovali si na jasnou převahu Bridgestone.Právě Valentino Rossi a Daniel Pedrosa kritizovali své pneumatiky za špatnou přilnavost a výdrž v závodě.Šéf týmu Fiat Yamaha Davide Brivio dokonce připustil možnost,že v roce 2008 přejde Rossi na pneumatiky Bridgestone.
Testovací jezdec týmu Rizla Suzuki Nobuatsu Aoki dostal příležitost startovat vedle Johna Hopkinse a Chrise Vermeulena ve Velké ceně Malajsie.Aoki se na start postaví s prototypem na rok 2008 Suzuki GSV-R 2008.
Tým Roberts možná bude v roce 2008 používat stroje Ducati.Poté, co se nepodařily vyjednat motory Hondy na příští rok se tým bývalého mistra světa Kennyho Robertse snaží vyjednat s Ducati využívání italských strojů Ducati GP7.Objevily se i spekulace o případné spolupráci s týmem Ilmor,který letos startoval v jediném závodě.Tým Roberts má v plánu postavit v příštím roce na startovní rošt dva motocykly.

### Kvalifikace
| *                                                 | *                                                | *                                                 |
| _______1_______ Daniel Pedrosa Honda 2:01.877     |                                                  |                                                   |
|                                                   | _______2_______ Casey Stoner Ducati 2:01.918     |                                                   |
|                                                   |                                                  | _______3_______ Marco Melandri Honda 2:01.944     |
| _______4_______ Randy de Puniet Kawasaki 2:02.107 |                                                  |                                                   |
|                                                   | _______5_______ Anthony West Kawasaki 2:02.202   |                                                   |
|                                                   |                                                  | _______6_______ Nicky Hayden Honda 2:02.225       |
| _______7_______ Chris Vermeulen Suzuki 2:02.301   |                                                  |                                                   |
|                                                   | _______8_______ Toni Elias Honda 2:02.432        |                                                   |
|                                                   |                                                  | _______9_______ Valentino Rossi Yamaha 2:02.466   |
| _______10_______ John Hopkins Suzuki 2:02.697     |                                                  |                                                   |
|                                                   | _______11_______ Loris Capirossi Ducati 2:02.708 |                                                   |
|                                                   |                                                  | _______12_______ Alex Barros Ducati 2:03.022      |
| _______13_______ Colin Edwards Yamaha 2:03.040    |                                                  |                                                   |
|                                                   | _______14_______ Shinya Nakano Honda 2:03.233    |                                                   |
|                                                   |                                                  | _______15_______ Sylvain Guintoli Yamaha 2:03.408 |
| _______16_______ Carlos Checa Honda 2:03.525      |                                                  |                                                   |
|                                                   | _______17_______ Chaz Davies Ducati 2:04.197     |                                                   |
|                                                   |                                                  | _______18_______ Makoto Tamada Yamaha 2:04.314    |
| _______19_______ Nobuatsu Aoki Suzuki 2:04.604    |                                                  |                                                   |
|                                                   | _______20_______ Kurtis Roberts KR212V 2:05.404  |                                                   |
| ------------------------------------------------- | ------------------------------------------------ | ------------------------------------------------- |

### Závod
| Pos | #  | Jezdec           | Stroj    | Kola | Čas       | Rošt | Body |
| --- | -- | ---------------- | -------- | ---- | --------- | ---- | ---- |
| 1   | 27 | Casey Stoner     | Ducati   | 21   | 43:04.405 | 2    | 25   |
| 2   | 33 | Marco Melandri   | Honda    | 21   | +1.701    | 3    | 20   |
| 3   | 26 | Daniel Pedrosa   | Honda    | 21   | +2.326    | 1    | 16   |
| 4   | 14 | Randy de Puniet  | Kawasaki | 21   | +3.765    | 4    | 13   |
| 5   | 46 | Valentino Rossi  | Yamaha   | 21   | +4.773    | 9    | 11   |
| 6   | 24 | Toni Elias       | Honda    | 21   | +17.667   | 8    | 10   |
| 7   | 71 | Chris Vermeulen  | Suzuki   | 21   | +20.950   | 7    | 9    |
| 8   | 21 | John Hopkins     | Suzuki   | 21   | +22.198   | 10   | 8    |
| 9   | 1  | Nicky Hayden     | Honda    | 21   | +22.450   | 6    | 7    |
| 10  | 5  | Colin Edwards    | Yamaha   | 21   | +29.746   | 13   | 6    |
| 11  | 65 | Loris Capirossi  | Ducati   | 21   | +34.923   | 11   | 5    |
| 12  | 4  | Alex Barros      | Ducati   | 21   | +35.667   | 12   | 4    |
| 13  | 9  | Nobuatsu Aoki    | Suzuki   | 21   | +44.113   | 19   | 3    |
| 14  | 7  | Carlos Checa     | Honda    | 21   | +44.486   | 16   | 2    |
| 15  | 13 | Anthony West     | Kawasaki | 21   | +49.658   | 5    | 1    |
| 16  | 56 | Shinya Nakano    | Honda    | 21   | +51.726   | 14   |      |
| 17  | 57 | Chaz Davies      | Ducati   | 21   | +58.905   | 17   |      |
| 18  | 6  | Makoto Tamada    | Yamaha   | 21   | +59.956   | 18   |      |
| 19  | 50 | Sylvain Guintoli | Yamaha   | 21   | +1:23.119 | 15   |      |
| 20  | 80 | Kurtis Roberts   | KR212V   | 21   | +1:50.960 | 20   |      |

### Průběžná klasifikace jezdců a týmů
| Pos | #  | Jezdec          | Stroj  | Body |
| --- | -- | --------------- | ------ | ---- |
| 1   | 27 | Casey Stoner    | Ducati | 347  |
| 2   | 46 | Valentino Rossi | Yamaha | 241  |
| 3   | 26 | Daniel Pedrosa  | Honda  | 217  |
| 4   | 33 | Marco Melandri  | Honda  | 174  |
| 5   | 21 | John Hopkins    | Suzuki | 173  |
| 6   | 71 | Chris Vermeulen | Suzuki | 169  |
| 7   | 65 | Loris Capirossi | Ducati | 155  |
| 8   | 5  | Colin Edwards   | Yamaha | 121  |
| 9   | 1  | Nicky Hayden    | Honda  | 119  |
| 10  | 4  | Alex Barros     | Ducati | 106  |

| Pos | Tým                  | Továrna  | Body |
| --- | -------------------- | -------- | ---- |
| 1   | Ducati Marlboro Team | Ducati   | 502  |
| 2   | Fiat Yamaha Team     | Yamaha   | 362  |
| 3   | Rizla Suzuki MotoGP  | Suzuki   | 345  |
| 4   | Repsol Honda Team    | Honda    | 336  |
| 5   | Honda Gresini        | Honda    | 278  |
| 6   | Kawasaki Racing Team | Kawasaki | 175  |
| 7   | Pramac d'Antin       | Ducati   | 172  |
| 8   | Dunlop Yamaha Tech 3 | Yamaha   | 82   |
| 9   | Honda LCR            | Honda    | 61   |
| 10  | Konica Minolta Honda | Honda    | 45   |
| 11  | Team Roberts         | KR212V   | 14   |

| Pos | Továrna  | Body |
| --- | -------- | ---- |
| 1   | Ducati   | 374  |
| 2   | Honda    | 288  |
| 3   | Yamaha   | 278  |
| 4   | Suzuki   | 225  |
| 5   | Kawasaki | 137  |
| 6   | KR212V   | 14   |

## 250cc

### Kvalifikace
| *                                                | *                                                  | *                                                   | *                                               |
| _______1_______ Hiroshi Aoyama KTM 2:07.409      |                                                    |                                                     |                                                 |
|                                                  | _______2_______ Mika Kallio KTM 2:07.461           |                                                     |                                                 |
|                                                  |                                                    | _______3_______ Jorge Lorenzo Aprilia 2:07.621      |                                                 |
|                                                  |                                                    |                                                     | _______4_______ Andrea Dovizioso Honda 2:07.675 |
| _______5_______ Alvaro Bautista Aprilia 2:07.785 |                                                    |                                                     |                                                 |
|                                                  | _______6_______ Thomas Lüthi Aprilia 2:07.939      |                                                     |                                                 |
|                                                  |                                                    | _______7_______ Hector Barbera Aprilia 2:08.148     |                                                 |
|                                                  |                                                    |                                                     | _______8_______ Julian Simon Honda 2:08.496     |
| _______9_______ Alex de Angelis Aprilia 2:08.745 |                                                    |                                                     |                                                 |
|                                                  | _______10_______ Roberto Locatelli Gilera 2:08.953 |                                                     |                                                 |
|                                                  |                                                    | _______11_______ Marco Simoncelli Gilera 2:09.557   |                                                 |
|                                                  |                                                    |                                                     | _______12_______ Yuki Takahashi Honda 2:09.570  |
| _______13_______ Karel Abraham Aprilia 2:10.501  |                                                    |                                                     |                                                 |
|                                                  | _______14_______ Aleix Espargaro Aprilia 2:10.549  |                                                     |                                                 |
|                                                  |                                                    | _______15_______ Ratthapark Wilairot Honda 2:10.587 |                                                 |
|                                                  |                                                    |                                                     | _______16_______ Shuhei Aoyama Honda 2:10.664   |
| _______17_______ Alex Baldolini Aprilia 2:10.685 |                                                    |                                                     |                                                 |
|                                                  | _______18_______ Jules Cluzel Aprilia 2:10.698     |                                                     |                                                 |
|                                                  |                                                    | _______19_______ Dirk Heidolf Aprilia 2:10.854      |                                                 |
|                                                  |                                                    |                                                     | _______20_______ Eugene Laverty Honda 2:10.926  |
| _______21_______ Fabrizio Lai Aprilia 2:11.110   |                                                    |                                                     |                                                 |
|                                                  | _______22_______ Efren Vazquez Aprilia 2:11.176    |                                                     |                                                 |
|                                                  |                                                    | _______23_______ Federico Sandi Aprilia 2:11.333    |                                                 |
|                                                  |                                                    |                                                     | _______24_______ Imre Toth Aprilia 2:11.596     |
| _______25_______ Taro Sekiguchi Aprilia 2:12.056 |                                                    |                                                     |                                                 |
|                                                  | _______26_______ Doni Tata Pradita Yamaha 2:14.439 |                                                     |                                                 |
| ------------------------------------------------ | -------------------------------------------------- | --------------------------------------------------- | ----------------------------------------------- |

### Závod
| Pos | #  | Jezdec              | Stroj   | Kola | Čas        | Rošt | Body |
| --- | -- | ------------------- | ------- | ---- | ---------- | ---- | ---- |
| 1   | 4  | Hiroshi Aoyama      | KTM     | 20   | +43:09.316 | 1    | 25   |
| 2   | 80 | Hector Barbera      | Aprilia | 20   | +2.251     | 7    | 20   |
| 3   | 1  | Jorge Lorenzo       | Aprilia | 20   | +2.957     | 3    | 16   |
| 4   | 36 | Mika Kallio         | KTM     | 20   | +2.965     | 2    | 13   |
| 5   | 12 | Thomas Lüthi        | Aprilia | 20   | +7.305     | 6    | 11   |
| 6   | 60 | Julian Simon        | Honda   | 20   | +8.747     | 8    | 10   |
| 7   | 15 | Roberto Locatelli   | Gilera  | 20   | +16.105    | 10   | 9    |
| 8   | 58 | Marco Simoncelli    | Gilera  | 20   | +26.101    | 11   | 8    |
| 9   | 55 | Yuki Takahashi      | Honda   | 20   | +28.032    | 12   | 7    |
| 10  | 41 | Aleix Espargaro     | Aprilia | 20   | +34.754    | 14   | 6    |
| 11  | 34 | Andrea Dovizioso    | Honda   | 20   | +35.888    | 4    | 5    |
| 12  | 17 | Karel Abraham       | Aprilia | 20   | +42.514    | 13   | 4    |
| 13  | 73 | Shuhei Aoyama       | Honda   | 20   | +48.020    | 16   | 3    |
| 14  | 25 | Alex Baldolini      | Aprilia | 20   | +48.058    | 17   | 2    |
| 15  | 28 | Dirk Heidolf        | Aprilia | 20   | +49.190    | 19   | 1    |
| 16  | 8  | Ratthapark Wilairot | Honda   | 20   | +49.273    | 15   |      |
| 17  | 50 | Eugene Laverty      | Honda   | 20   | +53.468    | 20   |      |
| 18  | 11 | Taro Sekiguchi      | Aprilia | 20   | +1:02.665  | 25   |      |
| 19  | 16 | Jules Cluzel        | Aprilia | 20   | +1:15.625  | 18   |      |
| 20  | 32 | Fabrizio Lai        | Aprilia | 20   | +1:17.024  | 21   |      |
| 21  | 10 | Imre Toth           | Aprilia | 20   | +1:32.646  | 24   |      |
| Ret | 21 | Federico Sandi      | Aprilia | 17   | Porucha    | 23   |      |
| Ret | 35 | Doni Tata Pradita   | Yamaha  | 16   | Porucha    | 26   |      |
| Ret | 3  | Alex de Angelis     | Aprilia | 10   | Nehoda     | 9    |      |
| Ret | 7  | Efren Vazquez       | Aprilia | 9    | Nehoda     | 22   |      |
| Ret | 19 | Alvaro Bautista     | Aprilia | 6    | Porucha    | 5    |      |

### Průběžná klasifikace jezdců a továren
| Pos | #  | Jezdec           | Stroj   | Body |
| --- | -- | ---------------- | ------- | ---- |
| 1   | 1  | Jorge Lorenzo    | Aprilia | 303  |
| 2   | 34 | Andrea Dovizioso | Honda   | 247  |
| 3   | 3  | Alex de Angelis  | Aprilia | 215  |
| 4   | 19 | Alvaro Bautista  | Aprilia | 181  |
| 5   | 80 | Hector Barbera   | Aprilia | 166  |
| 6   | 4  | Hiroshi Aoyama   | KTM     | 154  |
| 7   | 36 | Mika Kallio      | KTM     | 132  |
| 8   | 12 | Thomas Lüthi     | Aprilia | 126  |
| 9   | 60 | Julian Simon     | Honda   | 113  |
| 10  | 58 | Marco Simoncelli | Gilera  | 92   |

| Pos | Továrna | Body |
| --- | ------- | ---- |
| 1   | Aprilia | 367  |
| 2   | Honda   | 262  |
| 3   | KTM     | 201  |
| 4   | Gilera  | 111  |
| 5   | Yamaha  | 4    |